# Nada es igual (album)
Nada es igual è il quattordicesimo album di Luis Miguel pubblicato nel 1996.

## Tracce
1. Si Te Vas – 3:32 (testo: Kiko Cibrian, Orlando Castro, Salvador Tercero – musica: Kiko Cibrian, Orlando Castro, Salvador Tercero)
2. Abrázame – 3:37 (testo: Rudy Pérez, Mark Portmann – musica: Rudy Pérez, Mark Portmann)
3. Dame – 4:54 (testo: Alejandro Lerner – musica: Alejandro Lerner)
4. Nada Es Igual – 4:25 (testo: Kiko Cibrian, Alejandro Lerner – musica: Kiko Cibrian, Alejandro Lerner)
5. Todo Por Su Amor – 3:57 (testo: Rudy Pérez, Manuel Lopez – musica: Rudy Pérez, Manuel Lopez)
6. Que Tú Te vas – 4:10 (testo: Francisco Céspedes – musica: Francisco Céspedes)
7. Sintiéndote Lejos – 4:12 (testo: Kiko Cibrian, Gerardo Flores, Salo Loyo – musica: Kiko Cibrian, Gerardo Flores, Salo Loyo)
8. Como Es Posible Que A Mi Lado – 4:14 (testo: Kiko Cibrian, Alejandro Asensi, Luis Miguel – musica: Kiko Cibrian, Alejandro Asensi, Luis Miguel)
9. Un Día Más – 4:05 (testo: Kiko Cibrian, Alejandro Asensi, Luis Miguel – musica: Kiko Cibrian, Alejandro Asensi, Luis Miguel)
10. Sueña – 4:16 (testo: Stephen Schwartz, Alan Menken, Luis Miguel, Kiko Cibrian, Gerardo Flores, Renato Lopez – musica: Stephen Schwartz, Alan Menken, Luis Miguel, Kiko Cibrian, Gerardo Flores, Renato Lopez)